# Igre dobre volje
Igre dobre volje (eng. Goodwill Games) bile su međunarodno športsko natjecanje, koje je organizirao američki poduzetnik Ted Turner u svjetlu hladnog rata i olimpijskog bojkota 1980. i 1984.
Igre dobre volje prvi su se put održale u Moskvi 1986. To je sličilo na male Olimpijske igre, s 3500 športaša iz 79 zemalja, koji su sudjelovali u 182 športska događaja. Ted Turner kao organizator uložio je 50 milijuna dolara i prenosio natjecanja preko svoje dvije televizijske postaje: CNN i WTBS, prikazujući 129 sati športa tijekom srpnja te godine. 
Najveća privlačnost Igara, bilo je zajedničko sudjelovanje američkih i sovjetskih športaša, prvi put nakon 1976. godine. SAD je bojkotirao Olimpijske igre 1980. u Moskvi, a Sovjetski Savez je bojkotirao Olimpijske igre u Los Angelesu 1984.
Da bi privukao vrhunske atletičare, Ted Turner platio je astronomske iznose, držane u tajnosti. Tako je Carl Lewis dobio luksuznu limuzinu za obilazak Moskve u šesnaest dana natjecanja.
Na Igrama dobre volje, ženska košarkaška reprezentacija Sovjetskog Saveza izgubila je prvi put nakon 27 godina u službenim natjecanjima. Pobijedile su ih Amerikanke.
S vremenom su Igre dobre volje imale sve manju važnost, jer su američki i sovjetski športaši prestali bojktotirati Olimpijske igre. S vremenom su se ugasile. Posljednje su održane u Brisbaneu 2001. Na Igrama dobre volje nastupali su i hrvatski športaši u sastavu bivše Jugoslavije. Hrvatska nakon osamostaljenja nije sudjelovala na Igrama dobre volje.

## Ljetne Igre dobre volje
| Izdanje | Godina | Grad domaćin         | Država     | Zabilješke                  |
| ------- | ------ | -------------------- | ---------- | --------------------------- |
| I.      | 1986.  | Moskva               | SSSR       | 3 000 športaša iz 79 država |
| II.     | 1990.  | Seattle, Washington  | SAD        | 2 300 športaša iz 54 država |
| III.    | 1994.  | Sankt Peterburg      | Rusija     | 2 000 športaša iz 59 država |
| IV.     | 1998.  | New York             | SAD        | 1 300 športaša iz 60 država |
| V.      | 2001.  | Brisbane, Queensland | Australija | Posljednje igre             |

## Zimske Igre dobre volje
| Izdanje | Godina | Grad domaćin | Država | Zabilješke                     |
| ------- | ------ | ------------ | ------ | ------------------------------ |
| I.      | 2000.  | Lake Placid  | SAD    | Jedine zimske Igre dobre volje |